# 1602
| [ Edytuj tabelę ]              | |
| Król Polski                    | - 1587 Zygmunt III Waza 1632 |
| Współksiążęta Andory           | - 1588 Andreu Capella 1609 - 1572 Henryk IV Burbon 1610                                                                                             |
| Król Anglii                    | - 1558 Elżbieta I 1603 |
| Elektor Brandenburgii          | - 1598 Joachim Fryderyk 1608 |
| Książę Bawarii                 | - 1597 Maksymilian I Bawarski 1623 |
| Sułtan Brunei                  | - 1600 Shah Berunai 1605 |
| Cesarz Chin                    | - 1572 Wanli 1620 |
| Król Czech                     | - 1576 Rudolf II Habsburg 1611 |
| Król Danii                     | - 1588 Chrystian IV 1648 |
| Dalajlama                      | - 1589 Jonten Gjaco 1616 |
| Cesarz Etiopii                 | - 1597 Jakub 1606 |
| Król Francji                   | - 1589 Henryk IV 1610 |
| Król Hiszpanii                 | - 1598 Filip III 1621 |
| Landgraf Hesji-Kassel          | - 1592 Maurycy Uczony 1627 |
| Stadhouder Holandii            | - 1584 Maurycy Orański 1625 |
| Szach Iranu                    | - 1587 Abbas I Wielki 1629 |
| Państwo Wielkich Mogołów       | - 1556 Akbar 1605 |
| Cesarz Japonii                 | - 1586 Go-Yōzei 1611 |
| Kalif                          | - 1595 Mehmed III 1603 |
| Patriarcha Konstantynopola     | - 1598 Mateusz II 1602 - 1602 Neofit II 1603 |
| Władca Korei                   | - 1567 Sŏnjo 1608 |
| Książę Kurlandii i Semigalii   | - 1587 Fryderyk Kettler 1642 - 1587 Wilhelm Kettler 1616                                                                                            |
| Sułtan Maroka                  | - 1578 Ahmad al-Mansur 1603 |
| Senior Monako                  | - 1589 Herkules 1604 |
| Król Nawarry                   | - 1572 Henryk III 1610 |
| Król Norwegii                  | - 1588 Chrystian IV 1648 |
| Sułtan Omanu                   | - 1560 Abd Allah ibn Muhammad 1624 |
| Elektor Palatynatu             | - 1583 Fryderyk IV 1610 |
| Papież                         | - 1592 Klemens VIII 1605 |
| Książę Parmy i Piacenzy        | - 1592 Ranuccio I 1622 |
| Król Portugalii                | - 1598 Filip II 1621 |
| Książę w Prusach               | - 1568 Albrecht Fryderyk 1618 - 1578 Jerzy Fryderyk (regent) 1603                                                                                   |
| Car Rosji                      | - 1598 Borys Godunow 1605 |
| Cesarz Rzymski (niemiecki)     | - 1576 Rudolf II Habsburg 1612 |
| Kapitanowie Regenci San Marino | - 1601 Girolamo Gozi Francesco Giannini 1602 - 1602 Giuliano Gozi Innocenzo Bonelli 1602 - 1602 Giambattista Belluzzi Francesco Maria Corbelli 1603 |
| Elektor Saksonii               | - 1591 Krystian II Wettyn 1611 |
| Król Szkocji                   | - 1567 Jakub VI 1625 |
| Król Szwecji                   | - 1599 Karol IX Waza 1611 |
| Król Tajlandii                 | - 1590 Naresuan 1605 |
| Sułtan Turków                  | - 1595 Mehmed III 1603 |
| Doża Wenecji                   | - 1595 Marino Grimani 1606 |
| Król Węgier                    | - 1576 Rudolf II 1608 |
| Książęta Wirtembergii          | - 1593 Fryderyk I 1608 |

Rok 1602 / MDCII
stulecia: XVI wiek ~
XVII wiek ~
XVIII wiek

lata: 1592 «
1597 «
1598 «
1599 «
1600 «
1601 «
1602
» 1603
» 1604
» 1605
» 1606
» 1607
» 1612

## Wydarzenia w Polsce
- 25 marca – wojna polsko-szwedzka: wojska polskie rozpoczęły oblężenie Fellina.
- 17 maja – wojna polsko-szwedzka: wojska polsko-kozackie zdobyły twierdzę Fellin.
- 31 maja – wojna polsko-szwedzka: wojska polskie rozpoczęły oblężenie Białego Kamienia.
- 30 września – wojna polsko-szwedzka: kapitulacja Szwedów w oblężonym Białym Kamieniu.
- 7 listopada – papież Klemens VIII wydał bullę kanonizacyjną Kazimierza Jagiellończyka.
- 1 grudnia – wojewoda krakowski Mikołaj Zebrzydowski wydał akt fundacyjny sanktuarium pasyjno-maryjnego w Kalwarii Zebrzydowskiej.

- Założono Akademię w Rakowie.
- Założono wioskę Iznota.

## Wydarzenia na świecie
- 3 stycznia – irlandzka wojna dziewięcioletnia: wojska angielskie zdobyły Kinsale.
- 20 marca – na bazie uchwały parlamentu Republiki Zjednoczonych Prowincji (dzisiejsza Holandia), gwarantującej monopol na działalność kolonialną w Azji, powstała Holenderska Kompania Wschodnioindyjska.
- 15 maja – Bartholomew Gosnold jako pierwszy Europejczyk dopłynął do półwyspu w dzisiejszym Massachusetts, który nazwał Cape Cod (Przylądek Dorsza).
- 8 listopada – przy Uniwersytecie Oksfordzkim otwarto Bodleian Library.
- 5 grudnia – we Florencji odbyła się premiera Eurydyki Giulia Cacciniego, jednej z pierwszych zachowanych oper.
- 12 grudnia – mieszkańcy Genewy bohatersko odparli atak wojsk sabaudzkich na mury obronne miasta.

- Premiera Hamleta Szekspira.

## Urodzili się
- 5 lutego – Franciscus van der Enden, holenderski myśliciel polityczny, wróg monarchii i organizator nieudanego spisku na życie na Ludwika XIV (zm. 1674)
- 14 lutego – Francesco Cavalli, włoski kompozytor epoki baroku, a także organista i śpiewak (tenor) (zm. 1676)
- 18 lutego – Michelangelo Cerquozzi, włoski malarz okresu baroku (zm. 1660)
- 2 marca – Wojciech Węgierski, protestancki kaznodzieja, kronikarz i poeta (zm. 1659)
- 2 maja – Athanasius Kircher, niemiecki teolog i jezuita, wynalazca i konstruktor, znawca języków orientalnych (zm. 1680)
- 26 maja – Philippe de Champaigne, francuski malarz doby baroku (zm. 1674)
- 14 lipca – Jules Mazarin, francuski kardynał i polityk (zm. 1661)
- 26 lipca – Ana de Monteagudo, peruwiańska błogosławiona Kościoła katolickiego (zm. 1686)
- 17 listopada – Agnieszka Galand, francuska dominikanka, mistyczka i stygmatyczka, błogosławiona katolicka (zm. 1634)
- 20 listopada – Otto von Guericke, niemiecki fizyk, wynalazca, budowniczy fortyfikacji, burmistrz Magdeburga (zm. 1686)
- 22 listopada – Elżbieta Burbon, królowa Hiszpanii i Portugalii (zm. 1644)

- data dzienna nieznana: 
  - Evert van Aelst, holenderski malarz barokowy (zm. 1657)
  - Maciej Bystram, biskup pomocniczy chełmiński (zm. 1677)
  - Jurij Aleksiejewicz Dołgorukow, rosyjski książę, wojewoda nowogrodzki i moskiewski, uczestnik wojen polsko-rosyjskich (zm. 1682)
  - Jan Gembicki, biskup kujawski (zm. 1675)
  - John Greaves, angielski matematyk i antykwariusz (zm. 1652)
  - Jean de Guebriant, marszałek Francji (zm. 1643)
  - Tan’yū Kanō, japoński malarz, jeden z najwybitniejszych przedstawicieli szkoły Kanō (zm. 1674)
  - Marcin od św. Feliksa, angielski franciszkanin, męczennik, błogosławiony katolicki (zm. 1646)
  - Pieter Meulener, flamandzki malarz-batalista (zm. 1654)
  - Katarzyna Ostrogska, babka króla Polski Michała Korybuta Wisniowieckiego (zm. 1642)
  - Salomon van Ruysdael, holenderski malarz pejzażysta (zm. 1670), stryj Jakuba van Ruisdaela
  - Marco Scacchi, kompozytor włoski, skrzypek, kapelmistrz i teoretyk muzyki (zm. 1685)
  - Stanisław Skarszewski, dworzanin królewski, podstoli sandomierski (zm. 1685)

## Zmarli
- 11 marca – Emilio de’ Cavalieri, włoski kompozytor muzyki baroku (ur. ok. 1550)
- 22 marca – Agostino Carracci, włoski malarz i rytownik przełomu renesansu i baroku (ur. 1557)
- 12 kwietnia – Albert de Gondi, francuski dowódca wojskowy pochodzenia włoskiego (ur. 1522)
- 19 kwietnia – Jan Stanisławowicz Abramowicz, wojewoda smoleński i miński (ur. ?)
- 17 maja – Jerzy Farensbach, wódz polski (ur. 1551)
- 29 czerwca – Bonawentura Hahn, biskup wrocławski (ur. 1540)
- 29 sierpnia – Sebastian Klonowic, poeta (ur. ok. 1545)
- 25 września – Caspar Peucer, reformator kościelny, matematyk, astronom, medyk (ur. 1525)
- 29 grudnia – Jacopo Corsi, włoski mecenas sztuki i kompozytor (ur. 1561)

- data dzienna nieznana: 
  - Giacomo della Porta, włoski architekt i rzeźbiarz (ur. 1532)
  - Li Zhi, uczony z czasów dynastii Ming (ur. 1527)
  - Thomas Morley, angielski kompozytor, organista i teoretyk muzyki (ur. 1557)

## Święta ruchome
- Tłusty czwartek: 14 lutego
- Ostatki: 19 lutego
- Popielec: 20 lutego
- Niedziela Palmowa: 31 marca
- Wielki Czwartek: 4 kwietnia
- Wielki Piątek: 5 kwietnia
- Wielka Sobota: 6 kwietnia
- Wielkanoc: 7 kwietnia
- Poniedziałek Wielkanocny: 8 kwietnia
- Wniebowstąpienie Pańskie: 16 maja
- Zesłanie Ducha Świętego: 26 maja
- Boże Ciało: 6 czerwca